# 世明王
世明王（ときあきおう/よあきおう、? - 永享5年（1433年）4月）は、護聖院宮の当主。世明宮ともよばれる。
護聖院宮惟成親王の皇子とされ、後亀山天皇の甥にあたるとされる。息子には通蔵主、金蔵主がいたとされる。

## 生涯
父に関してはかつて護聖院宮の当主に比定された説成親王（上野宮）とされていた。だが、近年の研究では、『看聞日記』における護聖院宮と上野宮とが明確に区別されていることから、両者は別人であることが森茂暁によって指摘され、さらに、『吉田家日次記（兼敦朝臣記）』応永5年（1398年）9月29日条に「法皇･護聖院殿 法皇御舎弟、於南朝春宮･帥宮 同御舎弟」とあることを発見した小川剛生によって、「護聖院殿」は後亀山天皇の皇太弟にして泰成親王（帥宮）の兄に当たる惟成親王であろうとの推測がなされた。このため、世明王の父は惟成親王であると考えられている。
惟成親王は応永10年（1403年）頃以前に出家・隠棲したとみられるので、この頃には既に子の世明王が護聖院宮家を継いでいたと考えねばならない。
応永19年（1412年）正月新年参賀のために幕府御所へ赴き、同21年（1414年）4月の義満七回忌には玉川宮（長慶天皇の皇子）とともに供物を、同27年（1420年）5月の義満十三回忌には後亀山法皇とともに供物を献じた。
同30年（1423年）2月には前円満院宮（円悟か）との確執から刃傷に及び、宮を殺害して自らも負傷するという一件が起こったが、これについて、村田正志は「当時における皇位継承に関する御意見の相違に基づくものであつたか」と憶測している。
正長2年（1429年）3月足利義教の将軍宣下には使者阿野実治をしてこれを賀し、その際万里小路時房から当時出奔していた小倉宮の動向について尋ねられたが、実治は承知していないと答えた。
なお、同年8月と翌年7月の義教右大将拝賀には同じく実治をして太刀を進上している。永享2年（1430年）2月には小倉宮の帰洛が現実味を増して、その料所（領地）が問題となった際、護聖院宮が既にこれを領していたために替地がなかったという。
翌3年（1431年）11月には自ら将軍義教の許へ参向し、宮笥・馬1疋・太刀・折紙を進上した。
永享5年（1433年）4月に卒去。